# Color (i☆Risの曲)
「Color」（カラー）は、i☆Risの楽曲。大久保友裕が作詞・作曲を手掛けた。ユニットの1枚目のシングルとして2012年11月7日にDIVE II entertainmentから発売された。

## 概要
「アニソン・ヴォーカルオーディション」の合格者6名にて結成されたi☆Risのデビューシングル。
本曲は、テレビアニメ『バトルスピリッツ ソードアイズ』のエンディングテーマに起用された。
ミュージックビデオの映像監督は福居英晃が務め、山梨県南都留郡鳴沢村にある「Studio Leaf 河口湖 A Studio」で撮影された。
CDのみ盤、CD+DVD盤共通で初回生産封入特典として、メンバー2名の複製サインの入ったバトルスピリッツ「ブレイドラ」特性 i☆Ris ver.のカード（全3種類のうち1枚）が封入されている。

## 収録曲
1. Color [4:32]
作詞・作曲：大久保友裕、編曲：五十嵐宏治
  - テレビ朝日系『バトルスピリッツ ソードアイズ』エンディングテーマ
2. らむねサンセット [4:50]
作詞：加藤碧、作曲：大久保友裕、編曲：五十嵐宏治
3. Color (Instrumental)
4. らむねサンセット (Instrumental)

### DVD
CD+DVD盤のみ
- Color (Music Video）
- Color Off Shot Movie